# 腺叶豆腐柴
腺叶豆腐柴（学名：Premna glandulosa）为马鞭草科豆腐柴属下的一个种。

## 扩展阅读
- 維基物種上的相關：腺叶豆腐柴